# Belone svetovidovi
Belone svetovidovi is een straalvinnige vissensoort uit de familie van gepen (Belonidae). De wetenschappelijke naam van de soort is voor het eerst geldig gepubliceerd in 1970 door Collette & Parin.

## Verspreiding en leefgebied
De soort komt voor in de oostelijke delen van de Atlantische Oceaan: rondom Zuid-Ierland, Spanje en Portugal. Daarnaast komt deze soort ook sporadisch voor in de Middellandse Zee.